# أحمد بن علي بن عباس
المتوكل على الله أحمد بن علي بن عباس (1756 - 1816) إمام الدولة الزيدية في اليمن من 1809 إلى 1816.

## استلام السلطة
كان أحمد نجل الإمام المنصور علي. في أوائل القرن التاسع عشر هزت الأحداث السياسية المثيرة الدولة الزيدية. دخلت القوات السعودية من الشمال في عام 1803 وسيطرت على معظم شمال اليمن. مما يعني خسارة عائدات حيوية. عدوان القبائل من خارج العاصمة صنعاء أدت إلى تناقص قوة الإمام. كما أن كبر وضعف المنصور علي أدت إلى نشوء المؤامرات حول شخصه. وأخيرا في عام 1808 استولى الأمير أحمد على السلطة. استيلاء الأبناء على سلطة آبائهم كان حدثا غير عاديا إلى حد ما في التاريخ اليمني. تمكن أحمد من تخفيف أسوأ أعمال عنف القبائل في الشمال. ومع ذلك رفض محافظ ميناء المخا التجاري المهم الاعتراف بمغتصب السلطة عوض عنه بتلقي مساعدة من سلطان لحج وعدن. شريف حمود رئيس أبو عريش في تهامة (توفي عام 1818) الذي لم يعترف بإمامة المتوكل أحمد وانضم للدولة السعودية في عام 1803. في عام 1809 اختلف مع الوالي السعودي لعسير عبد الوهاب أبو نقطة. شريف حمود أعلن ولاءه مرة أخرى للإمام الزيدي واستعادة له المدن لحية، الحديدة، وبيت الفقيه. سار أبو نقطة إلى أراضي شريف حمود في يوليو 1809 وانتصر عليه ولكن بعد ذلك بوقت قصير كان هو نفسه قتل في هجوم من قبل محاربي أبو عريش في معسكره. أعطى هذا الحدث شريف حمود موقف قوي كرئيس مستقل في تهامة. في أكتوبر 1809 توفي الإمام السابق. بويع أحمد رسميا بالإمامة متخذا لقب المتوكل أحمد.

## التأثير العثماني
انتهج الإمام الجديد موقفا تصالحيا لكسب التأييد. قام بتخفيض الضرائب، العفو عن بعض الجرائم السابقة، ومنح المال بسخاء للفقراء. وضع محافظ المخا سلاحه وتوفي في السنة التالية. في هذا الوقت هوجمت القوات السعودية بقوة من قبل الوالي المصري محمد علي باشا بتكليف رسمي من السلطان العثماني. كان محمد علي عازم على الحصول على السلطة على الأراضي يحتمل أن تكون غنية من اليمن. بعث محمد علي المبعوثين إلى شريف حمود والمتوكل أحمد للمساعدة في مواجهة القوات السعودية. أعطى شريف رد مراوغ. كان رد فعل الإمام إيجابيا على الاقتراح. هزمت القوات العثمانية مؤقتا من الشيخ تامي محافظ عسير في عام 1814. في العام التالي أودع شريف حمود الشيخ تامي في السجن وسلمه إلى العثمانيين. في حين كانت الحرب العثمانية ضد السعوديين في تقدم في عام 1816 توفي المتوكل أحمد وخلفه ابنه المهدي عبد الله. وهذا الأخير في غضون بضع سنوات سيطر على تهامة بمساعدة عثمانية وفي نفس الوقت يضع نفسه تابعا للدولة العثمانية.